# رضا بن محمد أمين الهمداني
ملا رضا بن محمد أمين الهمداني (ت. 1247 هـ). هو رجل دين ومفسر ومتكلم وعارف وصوفي شيعي إيراني يشتهر بلقب الكوثر الهمداني أو كوثر علي شاه الهمداني حيث أطلقه عليه أتباعه. وكثيراً ما يقع الاشتباه بينه وبين حفيده محمد رضا الهمداني المشهور بالواعظ الهمداني، وبينه وبين رضا الهمداني النجفي مؤلف كتاب مصباح الفقيه.

## مؤلفاته
من مؤلفاته المذكورة في سيره وتراجمه:
| - الدر النظيم في تفسير آيات القرآن الكريم. تفسير فارسي. - مفتاح النبوة في إثبات النبوة الخاصة. | - إرشاد المضلين في نبوة خاتم النبيين. في الرد على كتاب ميزان الحق للقس المسيحي هنري مارتن الملقب بيادري، وقد ردَّ على كتاب مارتن العديد من علماء الشيعة في عصر الشاه فتح علي القاجاري. |

### كتب
- أعيان الشيعة. محسن الأمين، طبع بيروت - لبنان، تاريخ الطبع مفقود، منشورات دار التعارف.
- معجم المؤلفين. عمر كحالة، طبع بيروت - لبنان، تاريخ الطبع مفقود، منشورات إحياء التراث العربي.
- الذريعة إلى تصانيف الشيعة. آغا بزرگ الطهراني، طبع بيروت - لبنان، تاريخ الطبع مفقود، منشورات دار الأضواء.

### إشارات مرجعية
1. 1 2  
الأمين، محسن. أعيان الشيعة - ج7. ص. 16. مؤرشف من الأصل في 2020-01-10.
2. 1 2  كحالة، عمر. معجم المؤلفين - ج4. ص. 163. مؤرشف من الأصل في 2020-01-10.
3. ↑  الطهراني، آغا بزرگ. الذريعة إلى تصانيف الشيعة - ج8. ص. 83. مؤرشف من الأصل في 2020-01-10.
4. ↑  الطهراني، آغا بزرگ. الذريعة إلى تصانيف الشيعة - ج21. ص. 352. مؤرشف من الأصل في 2020-01-09.
5. ↑  الطهراني، آغا بزرگ. الذريعة إلى تصانيف الشيعة - ج1. ص. 522. مؤرشف من الأصل في 2020-01-10.